# Stranvésie
Stranvésie (Stranvaesia) je bývalý rod rostlin patřící do čeledi růžovité (Rosaceae). V současné taxonomii jsou všechny druhy tohoto rodu vřazeny do rodu blýskalka (Photinia).

## Popis
Stranvésie jsou stálezelené keře nebo stromy s celokrajnými nebo na okraji pilovitými listy a s bílými květy ve vrcholových květenstvích. Plody jsou drobné malvice.

## Druhy
- Stranvaesia amphidoxa (syn. Photinia amphidoxa)
- Stranvaesia davidiana (syn. Photinia davidiana)
- Stranvaesia nussia (syn. Photinia nussia)
- Stranvaesia oblanceolata
- Stranvaesia tomentosa (syn. Photinia tomentosa)

## Použití
Stranvésii Davidovu (Stranvaesia davidiana) lze použít jako okrasnou rostlinu. V ČR potřebuje zimní přikrývku.